# Кальвіністський собор (Койданов)
Кальвіністська церква — кальвіністська церква, яка існувала на початку XVII — початку XX століття, в місті Койданов (з 1932 р. Дзержинськ).

## Галерея

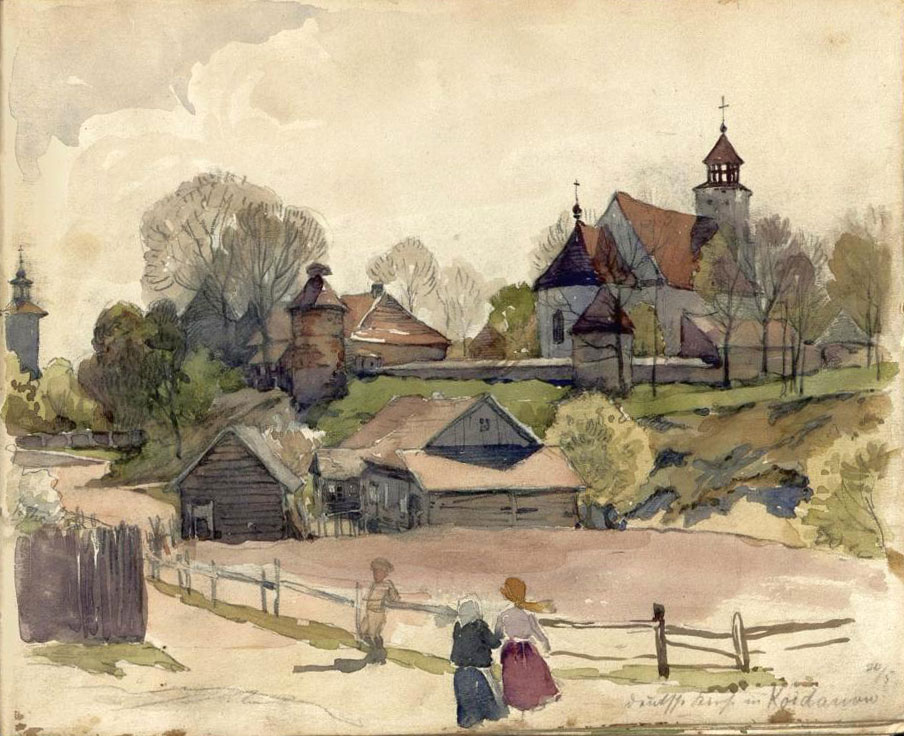
Собор в 1918 р
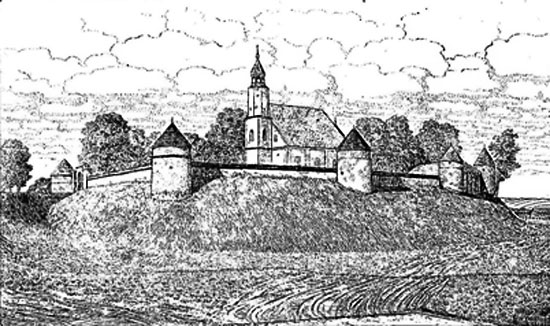
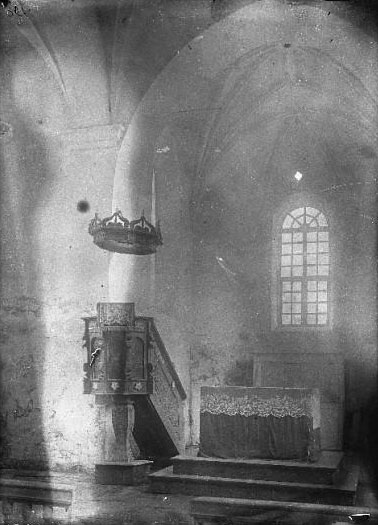
Вівтар